# Grimmia urceolaris
Grimmia urceolaris là một loài Rêu trong họ Grimmiaceae. Loài này được Schleich. ex Nees & Hornsch. mô tả khoa học đầu tiên năm 1827.